# Maximilian Neuchrist
Maximilian Neuchrist (* 22. Juli 1991 in Wien) ist ein österreichischer Tennisspieler.

## Karriere
Neuchrist spielt hauptsächlich auf der ATP Challenger Tour und der ITF Future Tour. Er feierte bislang vier Einzel- und zehn Doppeltitel auf der Future Tour. Auf der Challenger Tour gewann er bis jetzt zwei Doppelturniere. Zum 22. Juli 2013 durchbrach er erstmals die Top 350 der Weltrangliste im Einzel und seine höchste Platzierung war ein 244. Rang im Juli 2018. Im November 2022 gewann er seinen dritten Challenger-Titel im Doppel. Im Einzel stand er im Juni 2023 mit Rang 188 erstmals unter den Top 200 der Weltrangliste, seine beste Platzierung.

## Erfolge
| Legende (Anzahl der Siege)  |
| Grand Slam                  |
| ATP World Tour Finals       |
| ATP World Tour Masters 1000 |
| ATP World Tour 500          |
| ATP World Tour 250          |
| ATP Challenger Tour (3)     |

### Doppel

#### Turniersiege
| Nr. | Datum             | Turnier              | Belag         | Partner              | Finalgegner                                     | Ergebnis          |
| --- | ----------------- | -------------------- | ------------- | -------------------- | ----------------------------------------------- | ----------------- |
| 1.  | 28. Juli 2013     | Guimarães            | Hartplatz     | James Cluskey        | Roberto Ortega Olmedo Ricardo Villacorta Alonso | 6:75, 6:2, [10:8] |
| 2.  | 15. November 2015 | St. Ulrich in Gröden | Hartplatz (i) | Sam Weissborn        | Nikola Mektić Antonio Šančić                    | 7:67, 6:3         |
| 3.  | 12. November 2022 | Calgary              | Hartplatz (i) | Michail Pervolarakis | Julian Ocleppo Kai Wehnelt                      | 6:4, 6:4          |